# هاتن (شهر)
هوتن (به هلندی Houten) نام یک شهرستان در کشور هلند است. این شهر در استان اوترخت (Utrecht) و در ۹ کیلومتری جنوب شرقی شهر اوترخت (Utrecht) قرار دارد.
جمعیت این شهر در سال ۲۰۱۰ حدود ۵۰ هزار نفر بوده است. این شهر دارای دو ایستگاه قطار است.
در دهه ۱۹۵۰ یک ویلای رومی در مرکز قدیمی هوتن (Houten) کشف شد.
در شهر هوتن کلیساهای تاریخی کاتولیک و پروتستان وجود دارد.

## نگارخانه

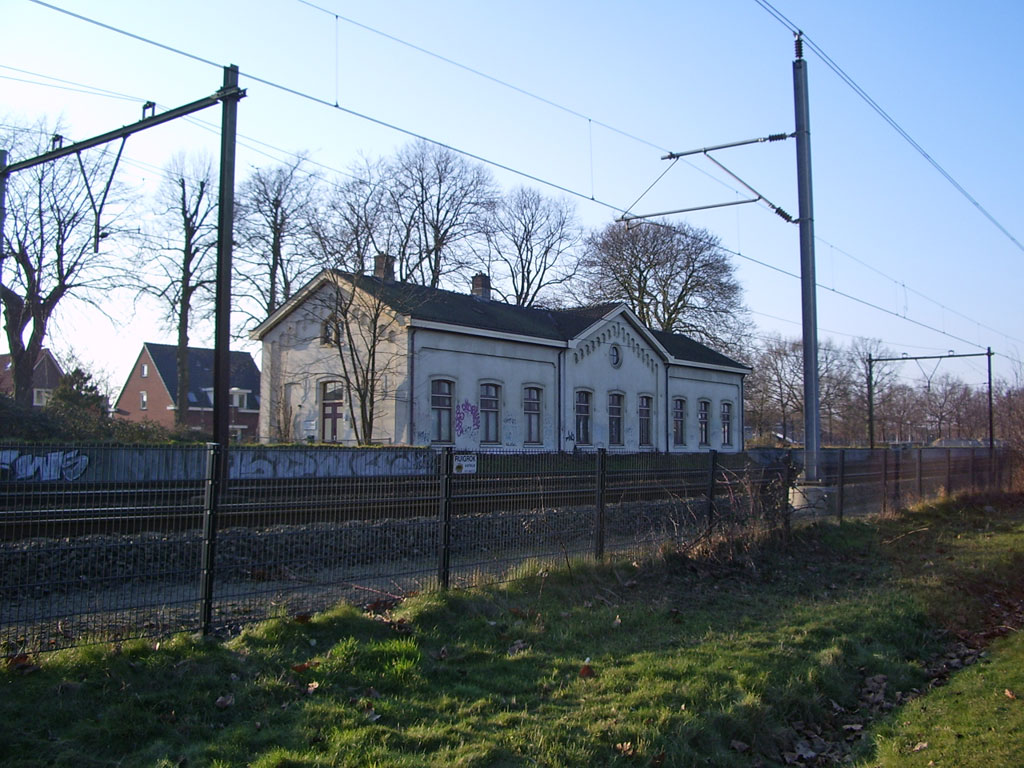
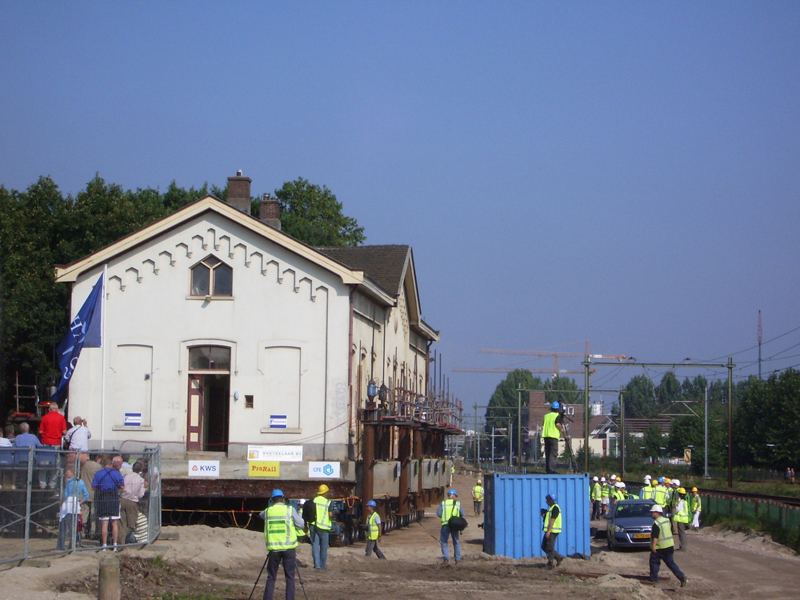
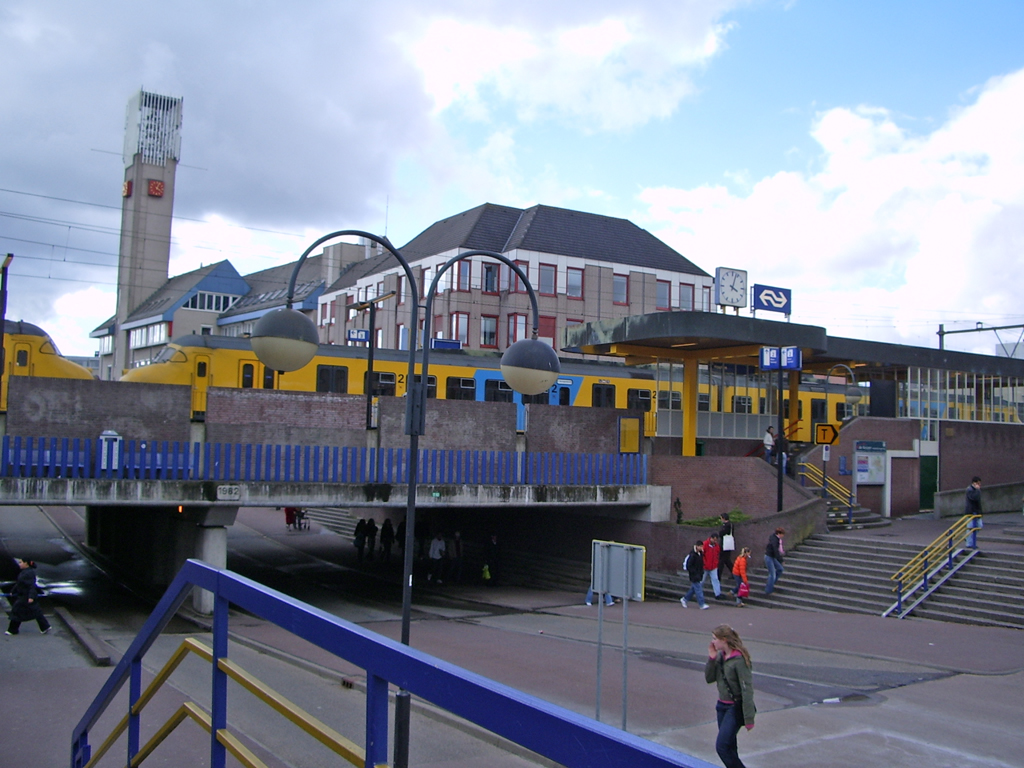